# Vlajka Nové Kaledonie

Novokaledonská vlajka (Kanacká vlajka)
Poměr stran: 1:2

Francouzská vlajka
Poměr stran: 2:3

Francouzská námořní vlajka
Poměr stran: 2:3
Poměr šířek: 30:33:37

Vlajka Nové Kaledonie, zvláštního francouzského území Společenství sui generis s kódem 988 (viz článek Zámořská Francie), je zároveň francouzskou vlajkou.
Od roku 2010 je možno, společně s francouzskou vlajkou, užívat i druhou vlajku Nové Kaledonie. Tato vlajka je tvořena listem o poměru stran 1:2 se třemi vodorovnými pruhy: modrým (Pantone PMS 286), červeným (PMS 032) a zeleným (PMS 347). V žerďové polovině listu je žluté (PMS 102), černě lemované, kruhové pole o průměru 2/3 šířky a se středem v první třetině délky listu. Do žlutého pole vyrůstá z jeho dolního okraje černý střešní hrot s ulitou „tutut” na vrcholu. Barvy oficiální dokumenty neuvádějí.
Neoficiální výklad barev: modrá symbolizuje oblohu, moře, rozlehlost a otevřenost. Modrou barvou se rozumí prostor, který otevírá cestu k osvobození člověka. Červená je symbolem krve, ohně, představuje životní sílu, teplo, žár lásky, vojenské ctnosti, osvobozující síly a je symbolem revoluce. Symbolizuje také jednotu lidí společného osudu, spojení klanů, jednotu Kanaků a štěstí. Zelená symbolizuje naši planetu, flóru, pastviny, jídlo a venkov. Je barvou jadeitu (posvátného kamene starověkých civilizací, pro údajné léčivé schopnosti) a garnieritu (niklového minerálu, který Jules Garnier objevil v roce 1864 na Nové Kaledonii). Žlutá barva a tvar pole připomíná slunce, jehož paprsky přináší světlo do země Kanaků. Střešní hrot je tradiční motiv země a ulita je symbolem volání klanů (rodin) ke shromáždění ke společnému jednání.
Přijetí kanacké vlajky se však ukázalo jako kontroverzní. Část obyvatel argumentuje pro zcela novou vlajku, která by více respektovala "společný osud" obou skupin obyvatel, etnických Kanaků i francouzských obyvatel Nové Kaledonie, část upřednostňuje francouzskou vlajku. Debata o nalezení nové vlajky tak dále pokračuje. Užívání dvou vlajek může vypadat jako praktická ukázka sjednocenosti ostrova, kde žijí dvě různá etnika (Evropané a Melanésané) nebo naopak jako symbol rozdělenosti, kdy se obyvatelé nedokáží shodnout na společné vlajce.

## Historie
Ostrov objevil pro Evropany v roce 1774 britský mořeplavec James Cook (při své druhé plavbě). Ostrov pojmenoval podle starého latinského označení severní části Velké Británie – Kaledonie. V roce 1853 byl ostrov anektován Francií a začala se užívat francouzská vlajka.
Od revolty v roce 1984, při které Kanacká socialistická fronta národního osvobození (Front de libération nationale kanak et socialiste, FNLKS) vyhlásila nezávislou republiku Kanaky, byla užívána kanacká vlajka (užívaná však jen Kanaky). I evropské obyvatelstvo užívalo několik vlajek, jejímž hlavním motivem byl pták Kagu chocholatý, endemický pták souostroví. (nejsou obrázky)
V roce 2001 (nejpozději) začala vláda Nové Kaledonie užívat černobílé logo (které bylo roku 2004 modifikováno). Logo bylo kompozici tří významných tradičních motivů země:
- ulita loděnky hlubinné
- Aruakárie Cookova – borovice
- ozdobný hrot střech kanackých domů (francouzsky Flèche faîtière), bývá vyroben ze dřeva „houp”, na jeho vrcholu bývá připevněna ulita „tutut” (toutoute)

Zřejmě byla užívána i vlajka tvořená francouzskou trikolórou s tímto, uprostřed umístěným logem. Užívána je však vlajka tvořená bílým listem s tímto logem, vyvěšených před budovami zákonodárného sboru – kongresu. Nejde o vlajku země ale o vlajku instituce, zvyk převzatý z metropolitní Francie.
V roce 2004 bylo logo modifikováno: jiné rozmístění stejných, ale více stylizovaných prvků, přibyly barvy.

Novokaledonské logo (2001–2004)
Novokaledonské logo (od roku 2004)
Francouzská vlajka s novokaledonským logem

Při mezinárodních sportovních akcích (především v pacifické oblasti) byly užívány různé (improvizované) vlajky, opět s motivem Kagua chocholatého.

Novokaledonská sportovní vlajka (varianta)
Novokaledonská sportovní vlajka (varianta), mírně se liší od vyobrazení ve zdroji

5. května 1998 byla v Nouméa, hlavním městě Nové Kaledonie, podepsána dohoda, která zakotvila proces sebeurčení země a v které se uvádí že je „třeba společně hledat symboly k vyjádření identity Kanaků a společné budoucnosti”.
13. července 2010 přijal kongres Nové Kaledonie dosavadní vlajku FLNKS jako druhou vlajku souostroví. Poprvé byla vlajka vztyčena (společně s francouzskou vlajkou na jeden stožár) 17. července 2010 za účasti tehdejšího francouzského premiére Françoise Fillona v hlavním městě Nové Kaledonie Nouméa. Třetí vlajkou byla ještě vlajka Vrchního velení ozbrojených sil Nové Kaledonie (francouzsky Commandement Supérieur des Forces Armées de la Nouvelle-Calédonie).
Teprve 27. července 2010 potvrdila usnesení kongresu vláda Nové Kaledonie.

## Vlajky provincií
Nová Kaledonie je rozdělena na tři provincie s vlastními regionálními vlajkami, které jsou po „moderním francouzském vzoru” všechny bílé, s provinčními logy uprostřed.

Jižní provincie Poměr stran: 3:5
Severní provincie Poměr stran: 2:3
Ostrovy Loyauté Poměr stran: 3:5